# St. Jakob im Lesachtal
St. Jakob im Lesachtal je naselje občine Koče - Muta v okraju Šmohor na Koroškem v Avstriji.